# 발사믹 식초

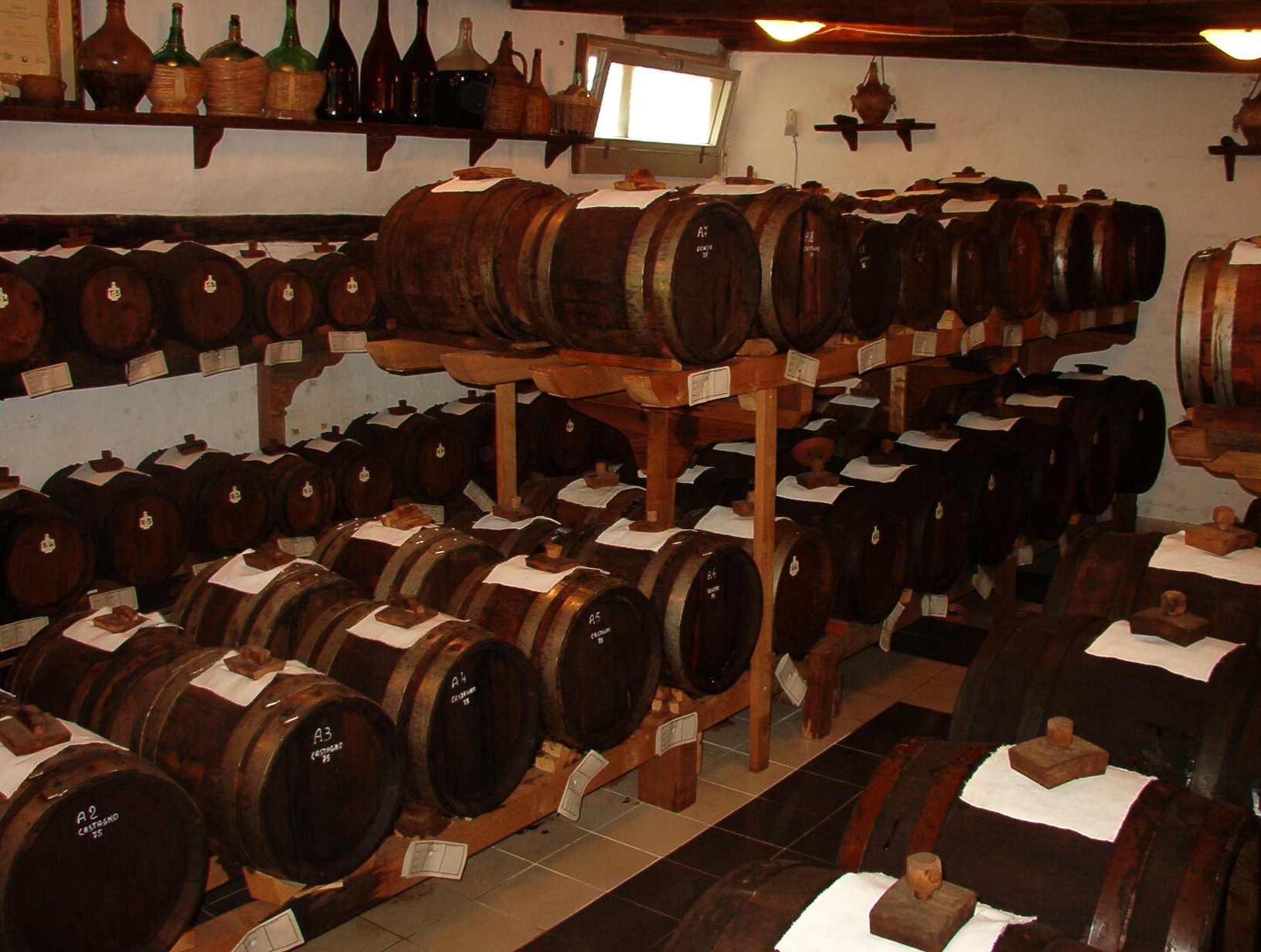
통 안에서 숙성 중인 발사믹 식초.

발사믹 식초(이탈리아어: aceto balsamico, 영어: balsamic vinegar)는 이탈리아의 전통 식초로, 샐러드의 드레싱 등에 쓰인다. 발사믹 식초(Aceto balsamico di Modena)는 이탈리아로 ‘식초’라는 의미의 Aceto와 ‘향기’ 라는 의미의 Balsamico로 우리 말로 ‘향기 식초'라 번역할 수 있다.
청포도 즙을 졸인 다음 나무로 된 통 속에서 발효시켜서 만든다. 발사믹 식초를 만들기 시작한 것은 중세 시대부터이다. 유럽 연합으로부터 원산지 명칭 보호를 받고 있다.

## 역사
신뢰할 수 있는 역사적인 기록의 양이 적을 뿐만 아니라 이러한 고증이 발사믹 식초의 역사적인 재현의 시도를 초래하여 혼란만을 가중시킬 수 있기 때문에 제품에 대한 생산 절차, 숙성 조건에 대한 완성된 고증은 아직 이루어지지 않았다. 고대 로마인들은 제노바인들과 베니스인들에 의해 11세기에나 유럽으로 소개된 사탕수수를 원료로 한 설탕을 사용할 수 없었으므로 건조시키거나 사바(조미료로 사용하는 포도농축액), 데프로품과 카라에눔과 같은 응축 방식으로 포도즙을 용도에 맞게 가공하여 해결점을 찾았다. 동시대 로만어를 사용했던 사람들은 포도즙이 발효과정을 거치며 더욱 응축되는 것을 보았을 것이며 두 번째는 식초화 된 것을 보았을 것이라 쉽게 유추할 수 있다. 사탕수수의 부재로 인한 조미료로의 포도농축액이 정확한 근거나 방법은 알 수 없으나 식초가 되었고 이것이 지역으로 알려지며 각 가정에서 일상적인 사용을 위해 지속적으로 식초로 만들어 사용하였으며 이 식초가 어머니에서 딸이나 며느리에게 씨식초로 대를 물려 사용하게 된 것으로 추측이 된다. 16세기와 1796년의 필사본과 문서들은 산 도메니코(S.Domendico) 부근에 위치한 공작의 궁전 세번 째 큰 탑 속에 36개의 통을 지탱하는 흙더미와 모데나식 발사믹식초의 제조를 위해 잘 익은 포도즙을 사용했음을 언급하였다. 이러한 첫번째 기록은 모데나 발사믹 식초의 생산을 위해 제품이 기본적으로 모데나 지방에서 수확한 전형적인 포도에서 얻어진 익힌 포도즙과 일반적으로 다락방과 같은 높은 위치에서 생산하는 것과 같은 내용이 지속해서 근본적인 불변수로 언급된 것에 주목해 볼 필요성이 있다. 모데나 전통 발사믹 식초 생산의 첫 번째 성문화는 1862년 프란체스코 앗가쪼띠(Francesco Aggazzotti)가 피오 파브리아니(Pio Fabriani)에게 발송한 자필 편지에서 찾을 수 있다.  그 날로 부터 1863년 모데나의 농학 전시, 1888년 볼로냐의 에밀리아 지방 전시, 발사믹 식초가 선택된 포도로 생산된 모데나의 특별한 것임이 유명하게 된 시기에 인쇄된 팜플렛 등과 같이 이 제품에 관련된 증거들은 두텁게 나타났으며 상업적인 보급을 통해 더욱 알려지게 되었다. 결론적으로 이러한 증거들은 기록되지 않은 시기로부터 특징적인 생산과 숙성을 통해 다른 지역에서는 알지 못하는 모데나 지방만의 특별한 형태의 식초가 되었으며 오늘날에 이르기까지 모데나 발사믹 식초의 생산에 대한 통제 속에서 객관화되어 거의 변함없이 유지되고 있습니다, 현대에 와서 이러한 전통 방식 발사믹 식초의 생산이 너무 오랜 시간이 소요되고 비싼 이유로 대중화를 위해 현대방식에 맞게 제조하는 모데나 발사믹식초(IGP)가 태어나게 되었다.

## 구분
이탈리아 에밀리아 로마냐주의 모데나를 떠올리면 두 가지의 식초에 대해 얘기할 수 있다. 이 별개의 두 제품은 위에 언급한 역사를 통해 태어났지만 서로 다르고 종종 보완적인 용도로 사용되기도 한다. 한 가지는 십 수년 이상 매우 엄격한 생산 규정에 따라 단지 익힌 포도즙(Mosto d’uva)과 콜론니아 박테리아 만으로 만들어진 모데나 전통 발사믹 식초 DOP (Denominazione di Origine Protetta)라고 불리는 것과 다른 하나는 익힌 포도즙과 포도 식초를 혼합하여 단지 2개월 이상 숙성하여 만들어지는 모데나 발사믹 식초 IGP(Indicazione Geografica Protetta)이다. 원료, 맛, 향은 비슷해 보이지만 발효와 숙성이라는 관점에서는 완전히 다른 제품이다.
- 모데나 전통 발사믹 식초는 이탈리아어로 Aceto Balsamico Tradizonale di Modena로 DOP 인증으로 보호된다. DOP는 Denominazione Origine Protetta로 우리말로 원산지 보호 명시라는 뜻으로 다른 지역에서는 동일한 명칭을 사용할 수 없으며 생산자들은 모데나 전통 발사믹식초 컨소시움(Consorzio di tutela di Aceto Balsamico Tradizionale di Modena)의 엄격한 규칙을 따라서 규정이 정한 포도품종과 반드시 모데나 지역에서 생산된 포도만으로 얻은 익힌포도즙(Mosto d’Uva)만을 사용하여 적어도 12년 이상 발효 과정을 거쳐야 하며 상품화하기 위해서는 관능 검사를 통과해야 할 뿐만 아니라 컨소시엄이 지정한 곳에서면 병입 작업이 가능하며 모든 제품에 시리얼넘버가 붙어 생산이력을 철저히 관리한다.

- 모데나 발사믹 식초는 위의 모데나 전통 발사믹 식초에서 “전통”이라는 말이 빠진 것을 미루어 짐작할 수 있듯 전통에서 벗어난 현대방식으로 제조한 제품을 일컫는다. 이탈리아로 Aceto Balsamico di Modena로 IGP인증으로 보호된다. IGP는 Indicazione Geografica Protetta로 지리적 보호 표시라는 뜻으며 모데나 발사믹식초 컨소시움(Consorzio di tutela di Aceto Balsamico di Modena)의 규정이 정한 포도 품종과 와인식초를 혼합하여 2개월 이상 숙성하여 만들어지게 된다.

## DOP와 IGP의 생산 과정
- 모데나 전통 발사믹 식초 DOP(Denominazione di Origine Protetta)는 얻어지는 것이지 생산하는 것이 아니라는 표현이 맞을 것이다. 이 식초를 얻기 위한 긴 여정(최소 12년)에서 첫번째 발걸음은 바로 포도즙을 익히는 것이다. 대기압의 개방된 솥단지에 80°C 이상의 열을 직접 가해 30분 이상 직화로 조리하여야 하며 이러한 방법으로 포도즙은 포도주로 변하는 자연스러운 과정을 잃어버리게 된다. 조리 후에는 번호가 매겨진 단지 지역에서 고전적으로 자라는 참나무, 밤나무, 체리나무, 물푸레나무와 뽕나무 목재를 사용하여 생산된 다양한 크기(20~60리터)의 나무통에서 매년 덜어내고 보충하는 통갈이 작업을 하며 당발효와 아세트산 발효는 ‘어머니’라 불리는 콜론니아 박테리아(씨식초)를 제외하고 그 어떤 첨가물 없이 적어도 12년 이상 지나야 숙성되고 정제된 결과물을 얻을 수 있다. 이것은 DOP가 IGP제품에 비해 훨씬 비싼 이유를 잘 설명해 주고 있다.

- 모데나 발사믹 식초 IGP(Indicazione Geografica Protetta)의 생산 과정은 훨씬 빠르며 DOP에 비해 더 다양하다. 모데나 외에서 생산된 포도 역시 컨소시움이 정한 품종일 경우 사용 가능하며 익힌 포도즙(mosto cotto) 혹은 농축 포도즙(mosto concentrato)과 와인식초를 혼합하여 만들어진다. 생산 규정은 최소 60일 이상 숙성만을 요구하고 있다. 따라서 IGP제품은 숙성기간이 짧은 제품의 경우는 포도농축액(익힌포도즙)의 함량이 품질을 가늠할 수 있는 기준이 되고 숙성기간이 상대적으로 긴 제품의 경우는 포도농축액의 함량보다는 농도를 가지고 품질을 가늠할 수 있다. 이러한 이유는 숙성기간이 긴 IGP의 경우 초기 포도농축액의 함량이 상대적으로 낮다 하더라도 숙성 기간 동안 수분의 증발로 인해 적당한 농도를 얻게 되며 최종 단계에서 발사믹 식초로 인증 받을 수 있는 산도 6%이상이 되어야 하므로 무한정 포도농축액의 함량을 늘릴 수는 없을 뿐만 아니라 포도의 당도를 높이기 위해 수확시기를 최대한 미룬 경우 원래 포도가 가지는 당도가 그렇지 않은 제품에 비해 높은 이유로 농축액의 함량이 적다 하더라도 결과물은 훨씬 짙은 농도의 결과물을 얻을 수 있기 때문이다.

## 원료
- DOP(Denominazione di Origine Protetta-원산지보호명시)의 보호를 받는 모데나 전통 발사믹 식초는 모데나 지역에서 재배된 포도의 익힌 포도즙(mosto cotto) 만을 사용하여야 한다. 이러한 이유로 생산 규정은 트렙비아노(Trebbiano), 람브루스코(Lambrusco)와 안첼로타(Ancellotta)와 모든 샤비뇽(Sauvignon), 스가베타(Sgavetta), 베르쩨미노( Berzemino), 오끼디가타(Occhio di Gatta) 품종만을 사용하도록 한다.

- IGP(Indicazione Geografica Protetta-지리적보호표시)로 보호를 받는 모데나 발사믹 식초는 익힌 포도즙(20%이상)과 와인식초(10%이상)의 혼합으로 이루어지며 트렙비아노(Trebbiano), 람브루스코(Lambrusco)와 안첼로타(Ancellotta), 산죠베제(Sangiovese), 알바나(Albana), 포르타나(Fortana), 몬투니(Montuni) 품종을 사용하여야 하며 모데나 외 지역에서 생산되었다 하더라도 위 품종일 경우는 사용이 가능하나 식초 제조는 반드시 모데나 지역에서 진행해야 한다.

## 제품의 포장
- 모데나 전통 발사믹 식초 DOP(Denominazione di Origine Protetta-원산지보호명시) 이름이 말해 주듯 전통방식으로 제조한 모데나 발사믹 식초로 포도농축액(익힌포도즙)에 콜론니아 박테리아를 넣어 생산하는 천연 발효 식초로 장기간 발효 과정을 지나면 농도가 짙어지며 최소 12년 이상 에이징(발효)한 제품은 Affinato(아피나토), 25년 이상 에이징(발효)한 제품은 Extravecchio(엑스트라베키오)라는 명칭으로 구분하며 병은 쥬지아로(Giugiaro)가 디자인한 100ml 병만 사용 가능하며 상품화에 앞서 철저한 인증 절차를 거쳐야 하며 모든 제품에 DOP마크와 고유 번호가 붙는 최상급 식초이다.

- 모데나 발사믹 식초 IGP(Indicazione Geografica Protetta-지리적보호표시) 위에 설명한 모데나 전통 발사믹 식초 DOP가 생산하는데 최소 12년이 소요되므로 상대적으로 가격이 높아 대중적이지 않은 점에 착안한 현대식 제조 방식으로 전통 발사믹 식초가 콜론니아 박테리아를 통해 장시간 발효하여 얻어진다면 IGP방식은 포도농축액(익힌포도즙)과 포도식초를 혼합하여 60일 이상 숙성하는 것으로 발효 혹은 숙성이라는 관점에서 DOP와 형태와 맛은 비슷해 보이나 전혀 다른 결과물로 보는 것이 맞는다. 원료의 관점에서도 DOP는 반드시 앞서 언급한 모데나 지방에서 생산된 특정 품종 원료만을 사용해야 하지만 IGP는 모데나 지역에서 재배된 포도가 아니더라도 사용이 허가되며 단지 식초 생산지가 모데나 여야 한다. 제품 포장의 Aceto Balsamico di Modena 명칭은 이탈리아어 및 또는 목적지 국가의 언어로 전체 혹은 약칭으로 작성된 «Indicazione Geografica Protetta» 문구와 함께 표기해야 한다. Aceto Balsamico di Modena 라는 이름에 «extra-극상의», «fine-마지막», «scelto-엄선된», «selezionato-선별된», «riserva-보존», «superior-보다 우수한», «classico-고전적인» 등의 형용사를 포함하여 숫자의 형태로 한정 형용사를 추가하는 것은 엄격히 금지되어 있다. 숙성 통 또는 기타 나무 용기에서 3 년 이상 숙성이 지속된 경우 검증 후 단지 «invecchiato-인베키아토»라는 단어 사용만 허용된다. 최근에는 IGP 제품 생산 과정에 장기간 발효하는 DOP의 방식을 접목하거나 철저한 생산 관리(포도재배로부터 식초 생산)를 통해 산화방지제인 이황산염(무수아황산, 이산화황 – 알레르기 및 천식 유발물질)을 첨가하지 않은 제품을 간혹 발견할 수 있다.